# Avtandil Chrikishvili
Avtandil Chrikishvili (en georgiano: ავთანდილ ჭრიკიშვილი, Gardabani, 18 de marzo de 1991) es un deportista georgiano que compitió en judo.
Ganó dos medallas en el Campeonato Mundial de Judo, oro en 2014 y plata en 2013, y cuatro medallas en el Campeonato Europeo de Judo entre los años 2013 y 2016.
En los Juegos Europeos de Bakú 2015 consiguió dos medallas, oro en la categoría de –81 kg y plata por equipo. Participó en dos Juegos Olímpicos de Verano, en los años 2012 y 2016, ocupando el quinto lugar en Río de Janeiro 2016, en la categoría de –81 kg.
Fue el abanderado de Georgia en la ceremonia de apertura de los Juegos de Río de Janeiro 2016.

## Palmarés internacional
| Campeonato Mundial | Campeonato Mundial      | Campeonato Mundial | Campeonato Mundial |
| Año                | Lugar                   | Medalla            | Categoría          |
| ------------------ | ----------------------- | ------------------ | ------------------ |
| 2013               | Río de Janeiro (Brasil) | Medalla de plata   | –81 kg             |
| 2014               | Cheliábinsk (Rusia)     | Medalla de oro     | –81 kg             |
| Juegos Europeos    |                         |                    |                    |
| Año                | Lugar                   | Medalla            | Categoría          |
| 2015               | Bakú (Azerbaiyán)       | Medalla de oro     | –81 kg             |
| 2015               | Bakú (Azerbaiyán)       | Medalla de plata   | Equipo             |
| Campeonato Europeo |                         |                    |                    |
| Año                | Lugar                   | Medalla            | Categoría          |
| 2013               | Budapest (Hungría)      | Medalla de oro     | –81 kg             |
| 2014               | Montpellier (Francia)   | Medalla de oro     | –81 kg             |
| 2015               | Bakú (Azerbaiyán)       | Medalla de oro     | –81 kg             |
| 2016               | Kazán (Rusia)           | Medalla de plata   | –81 kg             |